# Carpoforo Tencalla
Carpoforo Tencalla (Bissone, 10 settembre 1623 – Bissone, 9 marzo 1685) è stato un pittore svizzero-italiano.

## Biografia
Pittore barocco di affreschi e tele di origine ticinese. Poco studiato, solo recentemente è stato rivalutato dalla critica d'arte. Introdusse nel centro Europa lo stile pittorico italiano del XVII secolo con soggetti mitologici ravvivando così l'arte dell'affresco su grandi superfici.

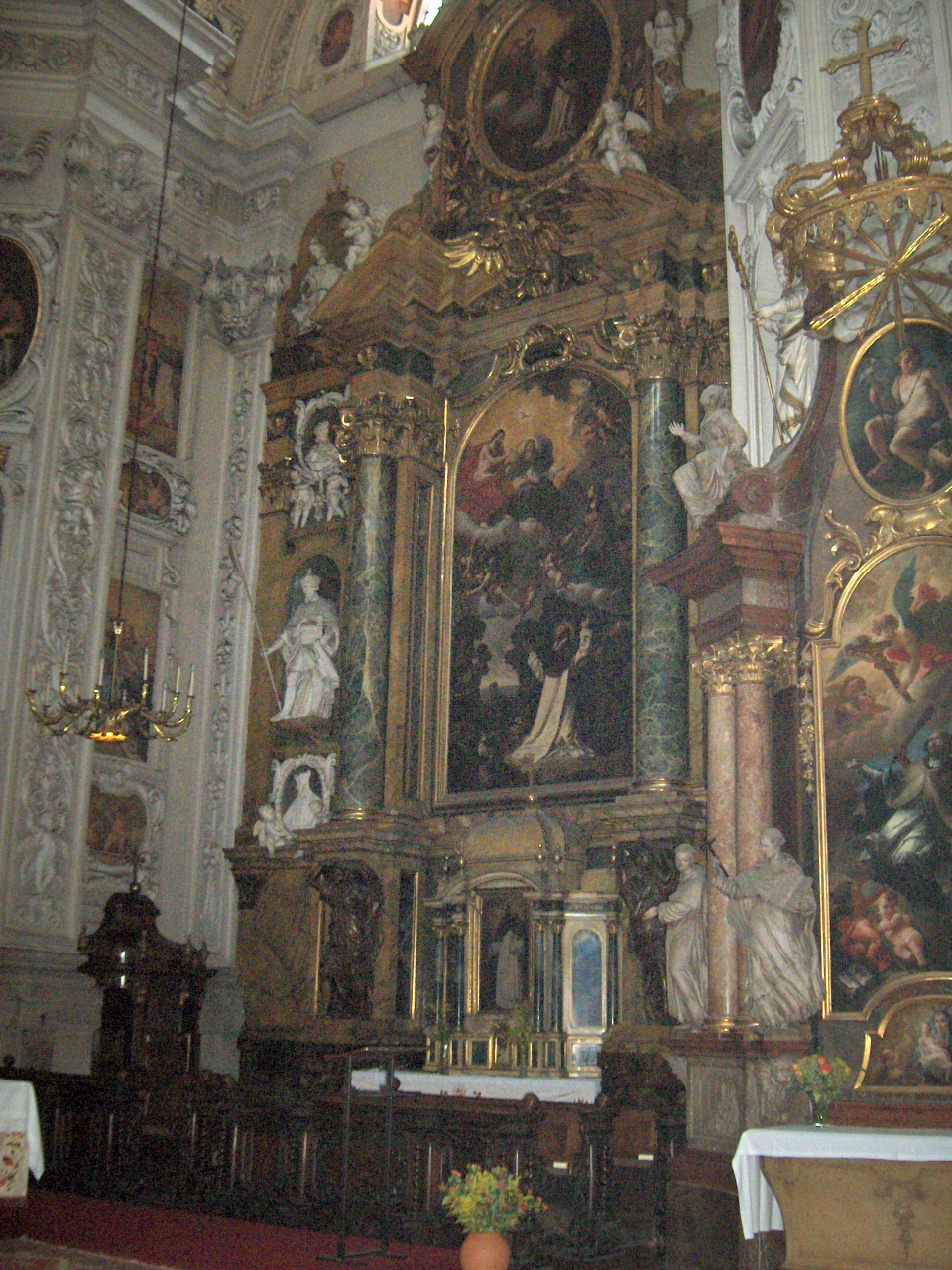
Apoteosi di San Domenico, Chiesa di Santa Maria Rotonda, Vienna.

Non è certo in quale bottega fece apprendistato, probabilmente alla bottega di Isodoro Bianchi, parente di sua madre. Altre possibilità sono Giovanni Stefano Danedi (1608-1689), Giuseppe Danedi, Giovanni Battista Lampugnani (attivo tra il 1619 e 1653) e Carlo Francesco Nuvolone. Quasi certamente lavorò tra Milano, Bergamo e Verona, anche se il suo lavoro mostra influenze anche dalla scuola bolognese, romana e veneziana. Incominciò nel 1655 a dipingere affreschi, sotto la direzione dell'architetto-ingegnere italiano Filiberto Lucchesi, nel castello Pálffy di Červený Kameň in Slovacchia. Grazie a questi dipinti influenzò l'introduzione dello stile barocco nel centro Europa.
Uno dei suoi primi lavori si può ammirare a Palazzo Terzi a Bergamo. Nel 1659 ricevette una commissione da parte dei monaci benedettini dell'abbazia austriaca di Lambach di affrescare il presbiterio della chiesa del monastero. Nel 1660-61 decorò il palazzo del conte von Abensperg-Traun a Vienna. Nel periodo 1662-65 tornò a Bergamo dove dipinse la pala d'altare nella chiesa di san Giacomo, un affresco a palazzo Solza e uno a palazzo Terzi.
Tra il 1665 e il 1667 tornò a Vienna dove decorò le stanze dell'ala leopoldina dell'Hofburg e divenne il pittore di corte di Eleonora Gonzaga (1630-1686), moglie di Ferdinando II. Man mano che diventava più famoso, diventava sempre più richiesto tra il clero e l'aristocrazia dell'impero austriaco. Ricevette così numerose commissioni tra Vienna, Moravia, Stiria e Ungheria. Tra il 1666-67 decorò il castello di Petronell, di proprietà del conte Ernst III von Abensperg-Traun, con un ciclo di affreschi di carattere mitologico. Solo alcune scene sono sopravvissute all'incendio del 1683 divampato durante la battaglia di Vienna. Nello stesso incendio vennero inoltre distrutti gli affreschi che aveva dipinto nella sagrestia dell'abbazia di Heiligenkreuz.
Tra il 1668-69 decorò numerose chiese a Vienna tra cui la chiesa dei Serviti, dei Francescani e dei Domenicani. Nel 1670 affrescò con scene mitologiche l'ingresso e la cappella del castello di Trautenfels, in Stiria. Nello stesso anno decorò il castello di Eisenstadt della casata degli Esterházy. Dopo la sua morte nel 1685 a Bissone, Carlo Antonio Bussi, suo figlio adottivo, completò il suo lavoro alla cattedrale di Passavia e alla chiesa di San Carpoforo a Bissone.

## Opere più importanti
I suoi dipinti (affreschi) più importanti si possono trovare in Italia, Slovacchia, Moravia, Austria, Germania e Repubblica Ceca.
- Palazzo Terzi a Bergamo: volta delle sale d'onore.
- Chiesa della Beata Vergine del Giglio a Bergamo Alta: affreschi della volta e del presbiterio.
- Abbazia di Lambach.
- Abbazia di Heiligenkreuz.
- Palazzo episcopale di Olomouc.
- Palazzo episcopale del principe-vescovo Karl Liechtenstein-Kastelkorn (1664-1695) a Kroměříž in Moravia.
- Cattedrale di Passavia (1679-1685).
- Chiesa di Santa Maria della Rotonda (o Dominikanerkirche, cioè Chiesa dei Domenicani) Vienna.
- Chiesa Collegiata di San Michele Arcangelo a Lucignano (Arezzo) - Martirio di San Lorenzo